# Ave Roc (novela)
Ave Roc es la primera novela del escritor uruguayo Roberto Echavarren, publicada en 1994 por la editorial Graffiti. La trama de la obra explora a través de la ficción la vida del cantautor estadounidense Jim Morrison, vocalista de la banda The Doors, desde su infancia hasta su muerte en París.
Es reconocida como la primera novela uruguaya en incluir de manera explícita la diversidad sexual como una de sus temáticas centrales. Entre otros temas, el libro aborda la androginia, la liberación sexual y las costumbres de los pueblos amerindios.

## Argumento
La obra narra en segunda persona varios de los eventos más importantes de la vida de Jim Morrison a través de los recuerdos de un amigo íntimo que le habla a Morrison luego de su muerte. La historia inicia con la infancia de Morrison, marcada por sus conflictos con su padre a causa de su vida militar, luego recuenta su tiempo en la universidad, donde siguió estudios de cine, su relación con las drogas y la formación de la banda, sus problemas legales y detenciones por la policía y finalmente culmina con su muerte en París en la bañera de su habitación.

## Trasfondo

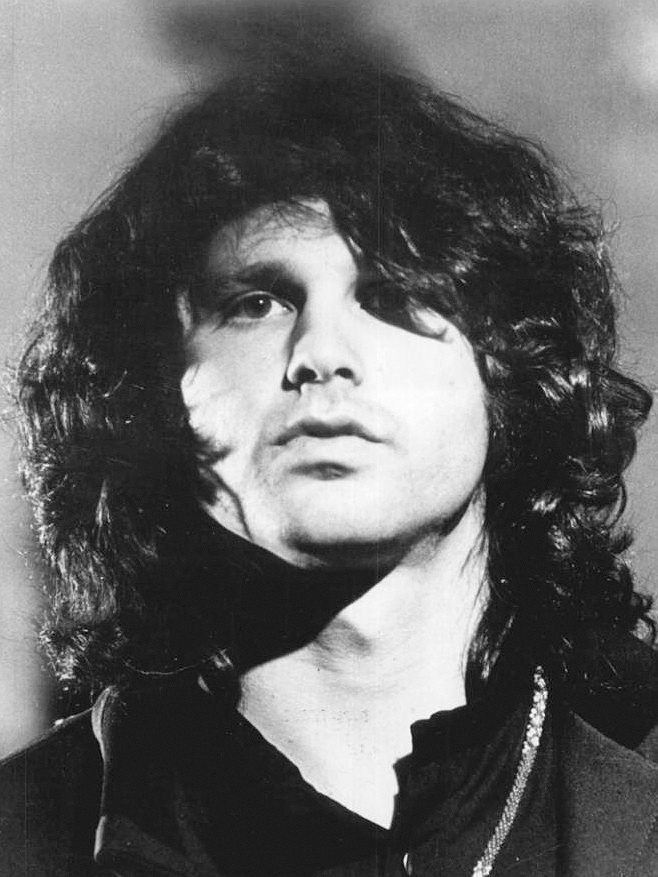
Jim Morrison en 1968.

La novela fue bien recibida por la crítica al momento de su publicación. A pesar de que en la obra el protagonista solo es nombrado como Jim, los hechos narrados en la misma dejan claro que se refiere a Jim Morrison, lo que también es explícito en la portada de la primera edición, que mostraba una fotografía del cantautor con sus brazos extendidos hacia la cámara. El nombre de la novela, por su lado, está tomado del ave mitológica roc, que aparece en el relato «Simbad el Marino» y de la que se decía que era capaz de romper todos los límites.
En la obra, Echavarren cambió varios hechos de la vida del cantautor y modificó algunos nombres de figuras importantes en su vida, como por ejemplo de la banda The Doors, que en Ave Roc recibe el nombre de Del Otro Lado, o la cantante alemana Nico, que pasa a ser Nitro en la obra.

## Temáticas
Ave Roc marcó un cambio de paradigma en la literatura LGBT de Uruguay al convertirse en la primera obra narrativa en tematizar la diversidad sexual de forma explícita. En la obra, Morrison es presentado como una figura andrógina que simboliza la liberación sexual y viste con opulencia ropa tanto masculina como femenina. Este énfasis en la androginia se repite a lo largo de la novela y representa una concepción de identidad en que se difuminan las líneas que separan a los sexos. Como indica el autor en la obra: «Lo único que justifica una u otra apariencia es el goce de desmentir, o confirmar, la ficción de que un hombre sea un hombre y la mujer una mujer». Este aspecto de ambigüedad sexual puede observarse en la siguiente escena, que describe un encuentro entre los protagonistas y un barman llamado Adrián:

En el bar de los gordos pegajosos nos sedujo el barman. Tú dijiste que tenía que ser andrógino o hermafrodita. Yo confundía los términos. Aquel mozo era indescifrable. Tenía una melena rojiza, del tono que llevan las mujeres de Marruecos, larga como las que el Satiricón atribuye a los esclavos que se ofrecían para dar placer a los amos. Llevaba las cejas depiladas, un aro de oro en cada oreja, colirio en los ojos, y una banda de nylon en la frente que imitaba las manchas del tigre. Carecía de senos y usaba una camiseta pegada al cuerpo. Roja, de red de pescador, una malla abierta que dejaba ver la piel tirante y sin vello, el tipo de camiseta que adoptaste años después para tus conciertos y para las fotos de publicidad. El Barman se llamaba Adrián, nos dijo que lo esperásemos hasta que cerrase el negocio, y cuando pasamos a esa hora me di cuenta que tenía una minifalda que le llegaba apenas a la ingle, también de cuero rojo.

La novela también fue notoria por ser la primera en describir de forma explícita relaciones sexuales entre hombres, tema que antes solo había sido abordado en la literatura uruguaya a través de la poesía. Un ejemplo de ello se puede apreciar en el siguiente fragmento.

El mariquita te lamió el ombligo. Se concentró en la ingle. Metiste la mano entre los pantalones de brilladera. Descubriste una bombacha mínima del mismo material que la banda del pecho. Se la quitaste. (...) Se puso talco en la raya de la cola. Se sentó encima de tu cara. Tu lengua resbalaba en las zonas que había hundido el elástico de la bombacha. (...) Tuviste la compulsión de lamerlo hasta que el mariquita se alarmó. No sabía si te burlabas. Entonces le pediste por favor que te cogiera. Se alarmó todavía más. Exigió que primero lo hicieras gozar. Desfallecieron el uno en los brazos del otro, tú más que él.

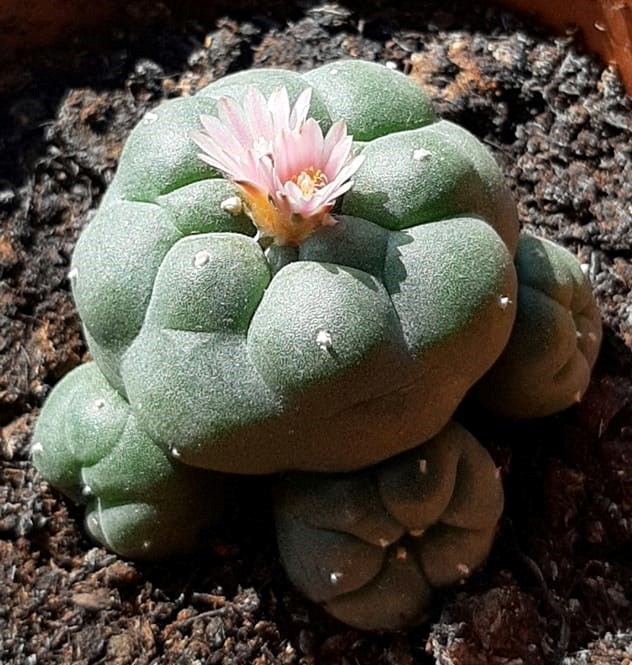
La búsqueda del peyote tiene un rol importante en la novela.

De acuerdo a Echavarren, otro de sus enfoques al escribir la obra fue el explorar la cultura amerindia de pueblos de California y el norte de México, que en la novela ocurre a través del festival del pueblo Tongva al que asisten los personajes y de su búsqueda para encontrar peyote. Estos pueblos, según afirmó el autor, buscaron formas de reinventarse luego de su derrota y posterior intento de aniquilación por parte de los colonizadores europeos y crearon formas de sincretismo religioso en que unían creencias cristianas con el consumo del peyote, para de este modo preservar sus costumbres espirituales. Al igual que la figura de Morrison, los chamanes de estos pueblos son mostrados en la novela como figuras híbridas con una fuerte caracterización andrógina, que no son «ni hombre ni mujer» y que exploran su sexualidad durante celebraciones religiosas.